# Bugs Bunny et le Haricot magique
 (février 2020).

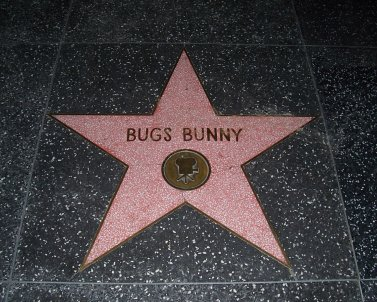
Trottoir rendant hommage à des célebrités d’Hollywood.

Bugs Bunny et le Haricot magique (Jack-Wabbit and the Beanstalk) (1943) est un cartoon réalisé par Friz Freleng et mettant en scène Giant et Bugs Bunny.

## Synopsis
Dans le monde au-dessus du haricot géant, Bugs est en train de piller le potager de Giant (Un géant, comme son nom l'indique). Le lapin le provoque en duel. Après avoir tenté de le rouler, Bugs est prisonnier du géant mais le berne en faisant une démonstration d'un coupe verre (étant emprisonné dans un verre géant). Il est coincé à nouveau dans la chevelure de Giant après qu'il lui a crié dans les oreilles. Finalement, Giant tombe dans le monde réel en creusant un canyon.